# Virunga
Virunga é um filme-documentário anglo-congolense de 2014, dirigido e escrito por Orlando von Einsiedel, que segue a luta de conservação do parque nacional de Virunga, da República Democrática do Congo. Distribuído pela Netflix, foi indicado ao Oscar de melhor documentário de longa-metragem na edição de 2015.